# خوان مارسير
خوان اجناسيو مرسييه (بالإسبانية: Juan Ignacio Mercier)‏ (ولد في 2 فبراير 1980) هو لاعب كرة قدم أرجنتيني يلعب في خط الوسط في نادي النصر السعودي.
لعب لنادي أرجنتينوس جونيورز من 2007 إلى 2011 وحقق لقب الدوري سنة 2010. لعب أول مباراة دولية له مع منتخب الأرجنتين في 26 يناير 2010 في مباراة ودية ضد كوستاريكا. ولعب مباراة ثانية ضد جامايكا في 10 فبراير 2010.

## روابط خارجية
- خوان مارسير على موقع الاتحاد الدولي (مؤرشف)  (الإنجليزية)
- خوان مارسير على موقع قاعدة بيانات كرة القدم.إي يو (الإنجليزية)
- خوان مارسير على موقع ناشيونال فوتبول تيمز (الإنجليزية)
- خوان مارسير على موقع Soccerway.com (الإنجليزية)
- خوان مارسير على موقع AS.com (الإسبانية)